# Jenna's American Sex Star
Jenna's American Sex Star és un concurs de tipus reality per a adults, emès al canal Playboy TV als Estats Units i presentat per l'actriu porno Jenna Jameson.
El concurs, creat i presentat per Jenna Jameson, consisteix que diverses actrius porno competeixen davant un jurat i els espectadors per un contracte exclusiu amb ClubJenna, la productora de l'actriu porno Jenna Jameson.
Les actrius porno concursants han d'agradar i seduir al jurat i als espectadors amb el seu físic i demostrant les seves habilitats sexuals, decidint aquests qui és la més meritòria d'un contracte exclusiu amb ClubJenna.
Cada edició del concurs compta amb un reduït nombre d'episodis (aproximadament uns 5).
En cada episodi, quatre actrius porno diferents concursen. El jurat elimina a 2 de les concursants, i les altres 2 no eliminades reben els vots del públic per ser seleccionades com a semifinalistes.
Després d'haver-se seleccionat diverses semifinalistes, els espectadors voten per triar a la guanyadora.
En l'actualitat han tingut lloc dues edicions del concurs, la primera entre novembre de 2005 i gener de 2006, i la segona al juliol de 2006.
La guanyadora de la primera edició va ser l'actriu porno nord-americana Brea Bennett, sent la guanyadora de la segona edició del concurs l'actriu porno britànica Roxy Jezel.
En l'actualitat ambdues continuen treballant activa i exclusivament per ClubJenna.
El jurat de la primera edició estava compost per l'actor porno Ron Jeremy, l'ex actriu porno dels 80 Christy Canyon i l'actor i director porno Jim Powers. En la segona edició, el jurat estava format per l'actor i director porno Jim Powers de nou, juntament amb el director porno i exmarit de Jenna Jameson, Jay Grdina, i al costat de la personalitat de la televisió reality als Estats Units Jenna Lewis.